# Cochlidium tepuiense
Cochlidium tepuiense är en stensöteväxtart som först beskrevs av Albert Charles Smith, och fick sitt nu gällande namn av Luther Earl Bishop. Cochlidium tepuiense ingår i släktet Cochlidium och familjen Polypodiaceae. Inga underarter finns listade.